# Leigh Howard
Leigh James Howard (Geelong, 18 oktober 1989) is een Australisch wielrenner die anno 2018 rijdt voor Australian Cycling Academy-Ride Sunshine Coast.

## Loopbaan
Howard begon zijn carrière als wegwielrenner maar behaalde aanvankelijk zijn grootste successen als baanwielrenner. In 2005 werd hij wel derde op de Clubchampionships (wegwedstrijd) van Australië bij de nieuwelingen en eerste op de individuele tijdrit. Het jaar erop behaalde hij verschillende podiumplaatsen bij de nationale kampioenschappen baanwielrennen voor junioren, en werd kampioen op de scratch. Hij deed ook mee aan de wereldkampioenschappen baanwielrennen voor junioren, en won samen met Jack Bobridge en de gebroeders Cameron en Travis Meyer het onderdeel ploegenachtervolging. Op de Oceania Games won hij de puntenkoers.
In 2007 werd Howard nationaal kampioen in de achtervolging, 1 kilometer en de omnium. Hij won nogmaals de ploegenachtervolging op de wereldkampioenschappen voor junioren, wederom met Jack Bobridge en Travis Meyer, aangevuld met Glenn O'Shea. Hij won daarnaast, samen met Miles Olman de UIV Cup Amsterdam en de UIV Cup Dortmund voor beloften.
In 2008 mocht Howard meedoen met de elite en won toen nogmaals de ploegenachtervolging op de Australische kampioenschappen en werd nationaal kampioen op de scratch. Op het wereldkampioenschap werd hij tweede in de omnium. Hij won daarnaast enkele etappes in etappekoersen van de UCI Oceania Tour, waaronder twee in de Ronde van Gippsland, één in de Ronde van Tasmanië en één in de Herald Sun Tour. Hij won daarnaast wederom de UIV Cup van Amsterdam en die van München, ditmaal voor de elite en samen met Glenn O'Shea.
In 2009 werd Leigh Howard wereldkampioen Omnium en werd hij tweede op de puntenkoers en de ploegenachtervolging. Hij werd dit jaar echter geen nationaal kampioen. Hij eindigde als achtste in de Giro del Belvedere en vierde in de Trofeo Arvedi. Daarnaast won hij drie etappes in de Ronde van Japan, eentje in de Ronde van Thüringen, vier in de Ronde van Gippsland die hij ook won, won hij de Ronde van Slowakije en de Italiaanse wedstrijd Astico Brenta.
In 2010 rijdt Howard voor zijn eerste grote profteam, Team HTC-Columbia, van onder andere Mark Cavendish en André Greipel. Zijn eerste overwinning voor de ploeg is een etappe in de Ronde van Oman, wat zijn eerste UCI ProTour race is. Daarnaast wordt hij wereldkampioen koppelkoers, met Cameron Meyer en tweede in de omnium.
In 2016 won Howard de Clásica de Almería, die vanwege de weersomstandigheden was ingekort tot een criterium van 21 kilometer.

## Baanwielrennen

### Palmares
| Jaar  | AK                                                       | OK    | WK                                       | Overig                                                                           |
| Elite | Elite                                                    | Elite | Elite                                    | Elite                                                                            |
| ----- | -------------------------------------------------------- | ----- | ---------------------------------------- | -------------------------------------------------------------------------------- |
| 2007  | Ploegkoers                                               |       |                                          |                                                                                  |
| 2008  | Ploegkoers, Ploegenachtervolging, Scratch, Achtervolging |       | Omnium                                   |                                                                                  |
| 2009  | Ploegenachtervolging, Achtervolging                      |       | Omnium, Ploegkoers, Ploegenachtervolging | WB Peking: Ploegkoers, Ploegenachtervolging                                      |
| 2010  |                                                          |       | Ploegkoers, Omnium                       | WB Peking: Ploegenachtervolging WB Melbourne: Ploegkoers en Ploegenachtervolging |
| 2011  | Ploegkoers                                               |       | Ploegkoers                               |                                                                                  |
| 2012  | Ploegkoers                                               |       | Ploegkoers                               | 6daagse Berlijn                                                                  |

## Wegwielrennen

### Overwinningen
2008
2e etappe Ronde van Berlijn
Coppa Colli Briantei
2009
1e, 3e en 7e etappe Ronde van Japan
1e etappe Ronde van Thüringen
Eindklassement Ronde van Slowakije
2010
4e etappe Ronde van Oman
Kampioenschap van Vlaanderen
2011
5e etappe Ster ZLM Toer
2012
2e etappe Eneco Tour (ploegentijdrit)
2e etappe Ronde van Groot-Brittannië
2013
Trofeo Campos
Trofeo Alcúdia
2016
Clásica de Almería
1e etappe Tour des Fjords

## Resultaten in voornaamste wedstrijden
| Jaar | Ronde van Italië | Ronde van Frankrijk | Ronde van Spanje |
| ---- | ---------------- | ------------------- | ---------------- |
| 2011 |                  |                     | 152e             |
| 2012 |                  |                     |                  |
| 2013 | opgave           |                     | 142e             |
| 2014 |                  |                     |                  |
| 2015 |                  |                     |                  |
| 2016 | opgave           | 172e                |                  |
| 2017 |                  |                     |                  |

| Jaar | Milaan-San Remo | Gent-Wevelgem | Ronde van Vlaanderen | Ronde van Lombardije | Omloop Het Nieuwsblad |  | Wereldranglijsten |
| ---- | --------------- | ------------- | -------------------- | -------------------- | --------------------- |  | ----------------- |
| 2011 |                 |               |                      | opgave               |                       |  | 174e (UWT)        |
| 2012 |                 |               |                      |                      |                       |  |                   |
| 2013 |                 | 25e           |                      |                      |                       |  | 191e (UWT)        |
| 2014 |                 |               |                      |                      |                       |  | 182e (UWT)        |
| 2015 |                 | opgave        | 117e                 |                      |                       |  |                   |
| 2016 | 47e             | opgave        |                      |                      | 104e                  |  | 211e (UWT)        |
| 2017 |                 |               |                      |                      | opgave                |  |                   |

## Ploegen
- 2009 –  Team Jayco-AIS [a]
- 2010 –  Team HTC-Columbia
- 2011 –  HTC-Highroad
- 2012 –  Orica GreenEDGE [b]
- 2013 –  Orica GreenEDGE
- 2014 –  Orica GreenEDGE
- 2015 –  Orica GreenEDGE
- 2016 –  IAM Cycling
- 2017 –  Aqua Blue Sport
- 2018 –  Australian Cycling Academy-Ride Sunshine Coast

1. ↑  Tot juli heette de ploeg Team AIS, maar na het aantrekken van Jayco als sponsor werd de naam veranderd.
2. ↑  Tot de Ronde van Italië heette de ploeg GreenEDGE, maar na het aantrekken van Orica als hoofdsponsor werd de naam veranderd.